# Garypus longidigitus
Espèce
Garypus longidigitus est une espèce de pseudoscorpions de la famille des Garypidae.

## Distribution
Cette espèce est endémique du Queensland en Australie. Elle se rencontre dans les îles du détroit de Torrès.

## Habitat
Cette espèce se rencontre sur le littoral.

## Description
La femelle holotype mesure 4,4 mm.
La femelle décrite par Harvey, Hillyer, Carvajal et Huey en 2020 mesure 4,50 mm.

## Publication originale
- Hoff, 1947 : New species of diplosphyronid pseudoscorpions from Australia. Psyche, vol. 54, p. 36-56 (texte intégral).